# Vegetație
Vegetația reprezintă totalitatea formatiunilor de plante eterogene ca origine geografică și cu înrudiri diverse, dar grupate împreună de necesitățile de trai în unități de viață numite fitocenoze și asociații. Vegetația este o asamblare a speciilor de plante și a acoperirii pe care o oferă. Tipul de vegetație este definit de speciile dominante caracteristice sau de un aspect comun al asamblării, cum ar fi o gamă de elevații sau o comunitate de mediu.
Se deosebesc patru tipuri principale de vegetație:
- tipul de arbori-arbuști;
- tipul ierbos;
- tipul de pustiu;
- tipul rătăcitor din care fac parte fitocenozele din plancton și din sol.

## Istoria definiției
Distincția între vegetație (aspectul general al unei comunități) și floră (compoziția taxonomică a unei comunități) a fost făcută în primul rând de Jules Thurmann (1849). Înainte de aceasta, cei doi termeni (vegetație și floră) au fost folosiți fără discriminare și încă se află în anumite contexte. Augustin de Candolle (1820) a făcut o distincție similară, dar a folosit termenii "stație" (tip de habitat) și "habitat" (regiune botanică). Mai târziu, conceptul de vegetație ar influența utilizarea termenului biom, cu includerea elementului animal.
Alte concepte asemănătoare vegetației sunt "fizionomia vegetației" (Humboldt, 1805, 1807) și "formarea" (Grisebach, 1838, derivată din "Vegetationsform", Martius, 1824).
Plecând de la Taxonomia linneană, Humboldt a stabilit o nouă știință, împărțind geografia plantei între taxonomiști care au studiat plantele ca taxoni și geografi care au studiat plantele ca vegetație. Abordarea fizionomică în studiul vegetației este obișnuită în rândul biogeografilor care lucrează la vegetație la scară mondială sau când există o lipsă de cunoaștere taxonomică a unui anumit loc (de exemplu, în tropice, unde biodiversitatea este frecvent înaltă).
Conceptul de "tip de vegetație" este mai ambiguu. Definiția unui tip de vegetație specifică poate include nu numai fizionomia, ci și aspectul floristic și al habitatului. În plus, abordarea fitosociologică în studiul vegetației se bazează pe o unitate fundamentală, asociația de plante, care este definită pe floră.
O schemă de clasificare clară și simplă pentru tipurile de vegetație a fost produsă de Wagner & von Sydow (1888). Alte lucrări importante cu o abordare fizionomică includ Grisebach (1872), Warming (1895, 1909), Schimper (1898), Tansley și Chipp (1926), Rübel (1930), Burtt Davy (1938) André Aubréville (1956, 1957), Trochain (1955, 1957), Küchler (1967), Ellenberg și Mueller-Dombois (1967) (a se vedea clasificarea vegetației).

Vegetația României este repartizată în trei zone: zona stepelor, zona pădurilor și zona alpină.